# Aeródromo de Laboulaye
El Aeródromo de Laboulaye (FAA: LYE, OACI: SAOL) es un pequeño aeródromo de la ciudad homónima de la Provincia de Córdoba, Argentina.
El aeródromo pertenece al Aero Club Laboulaye y cuenta con una pista pavimentada de 1200 m de longitud por 23 m de ancho con balizamiento para operaciones nocturnas.
Se encuentra ubicado 2.7 km al este de la ciudad, sobre la Ex-Ruta Nacional 7 (Argentina).
Ayudas a la navegación:
- VOR LYE 116,3 MHz 340829S - 0632139W

VFR no controlado utiliza frecuencia deportiva 123.2 MHz

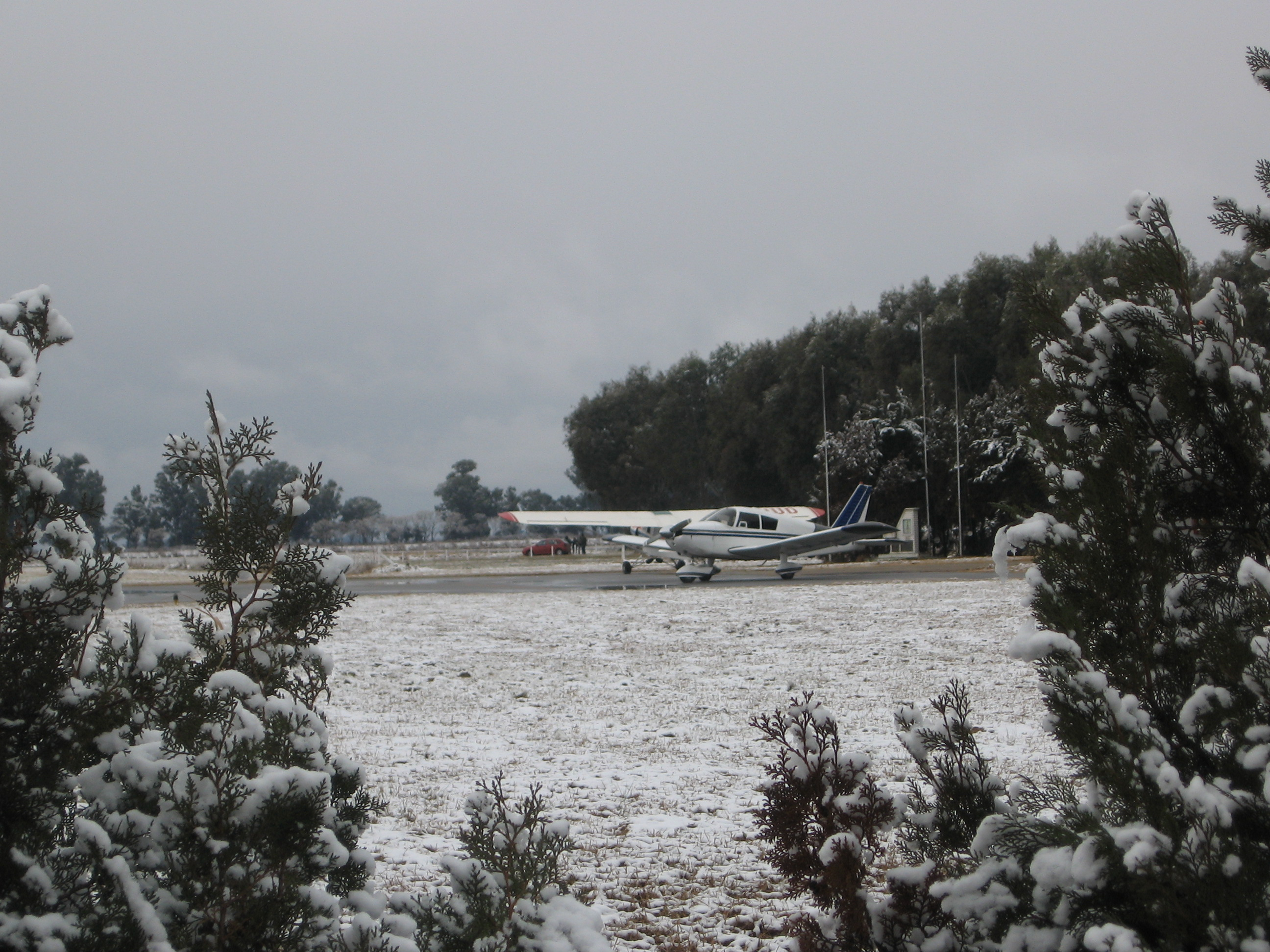
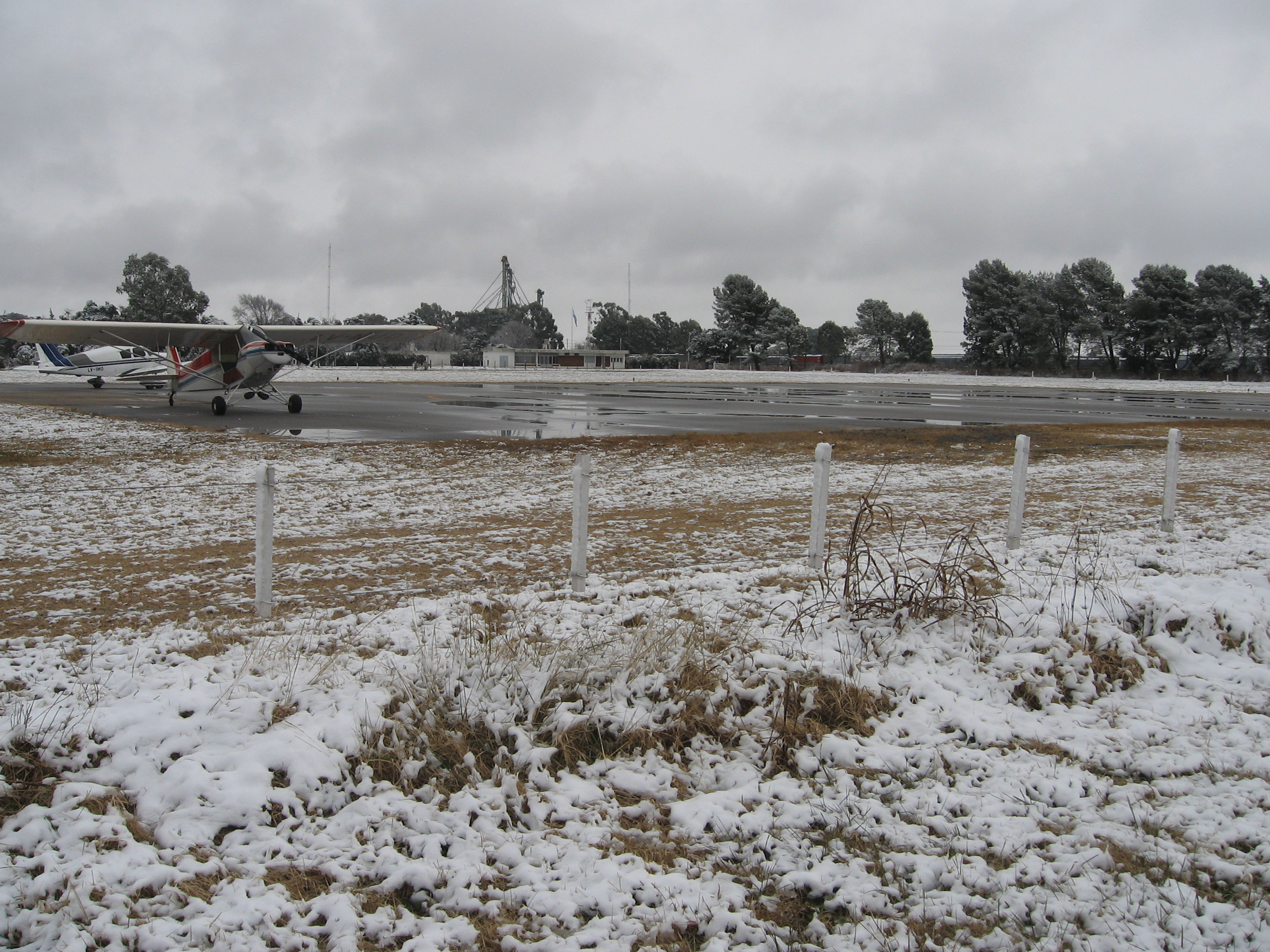
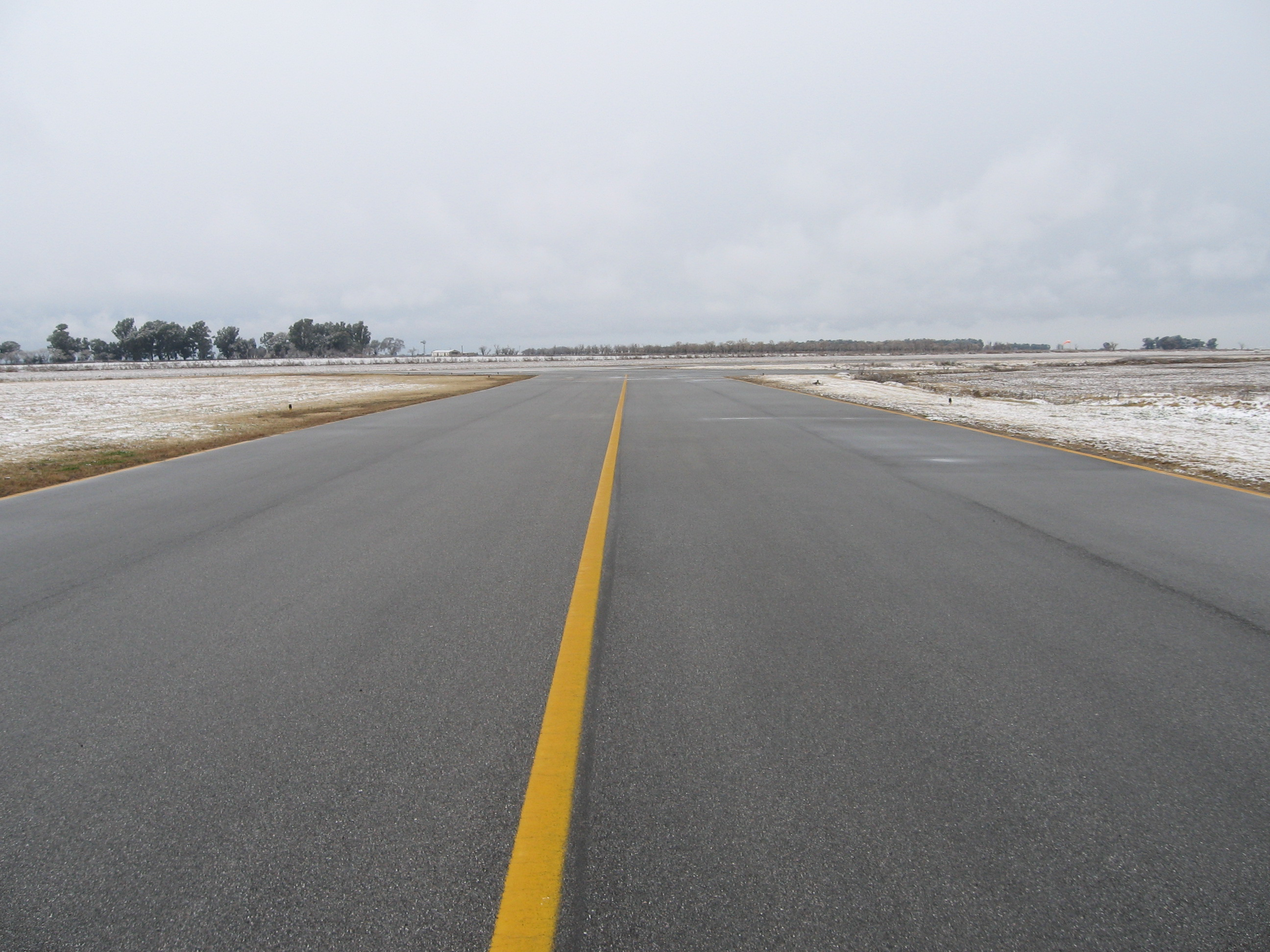
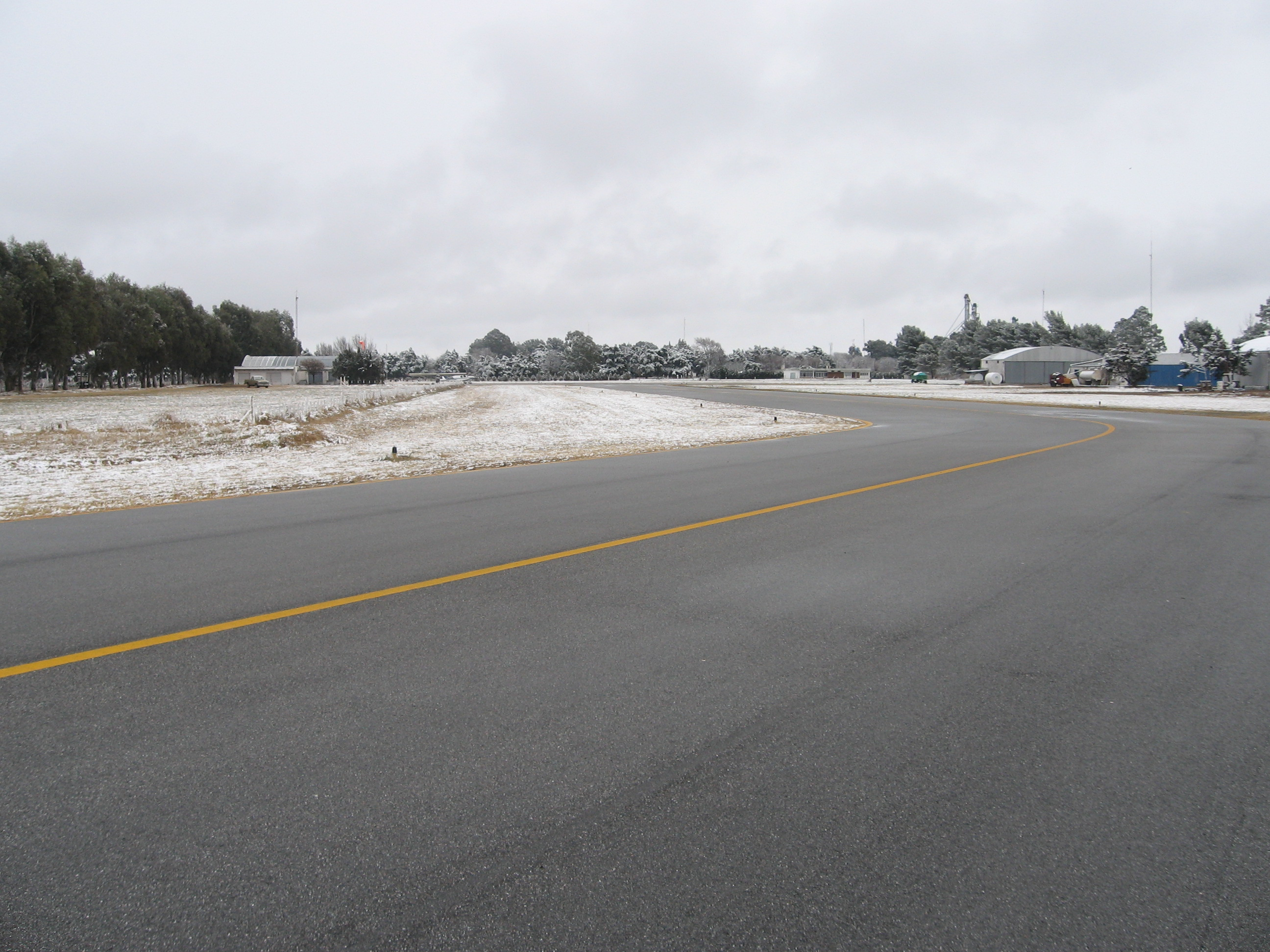